# Gesico
Gesico là một đô thị ở tỉnh Sud Sardegna, vùng Sardegna của Ý, có vị trí cách khoảng 45 km về phía bắc của Cagliari. Đến thời điểm ngày 31 tháng 12 năm 2004, đô thị này có dân số 954 và diện tích là 25,5 km².
Gesico giáp các đô thị: Escolca, Guamaggiore, Guasila, Mandas, Selegas, Suelli, Villanovafranca.